# Roca de la Moixa
El Roca de la Moixa és una muntanya de 2.048 metres que es troba a la serra de la Moixa. Situat en parc natural Cadí-Moixeró.